# Triunghiul (Israel)

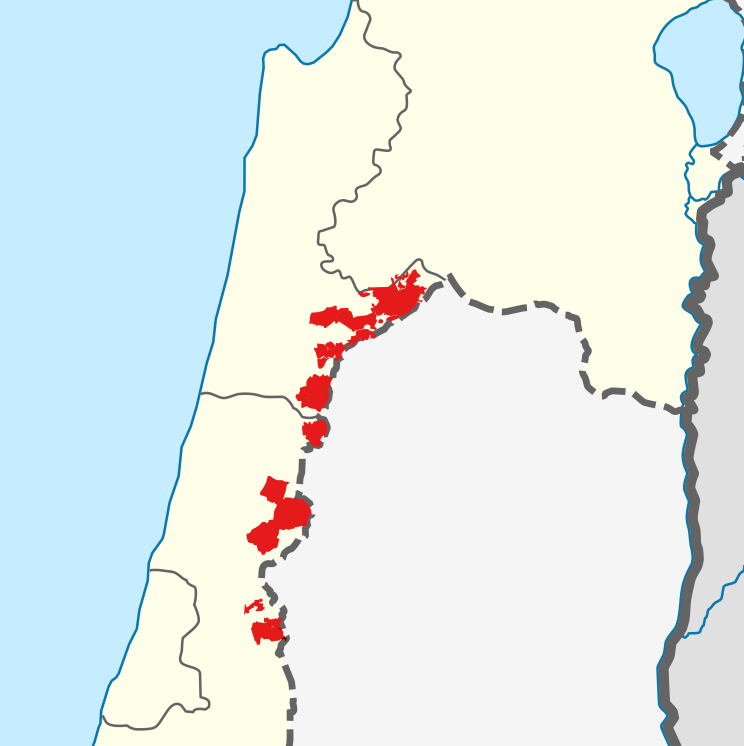
Harta Triunghiului. Cu roșu, zonele urbane

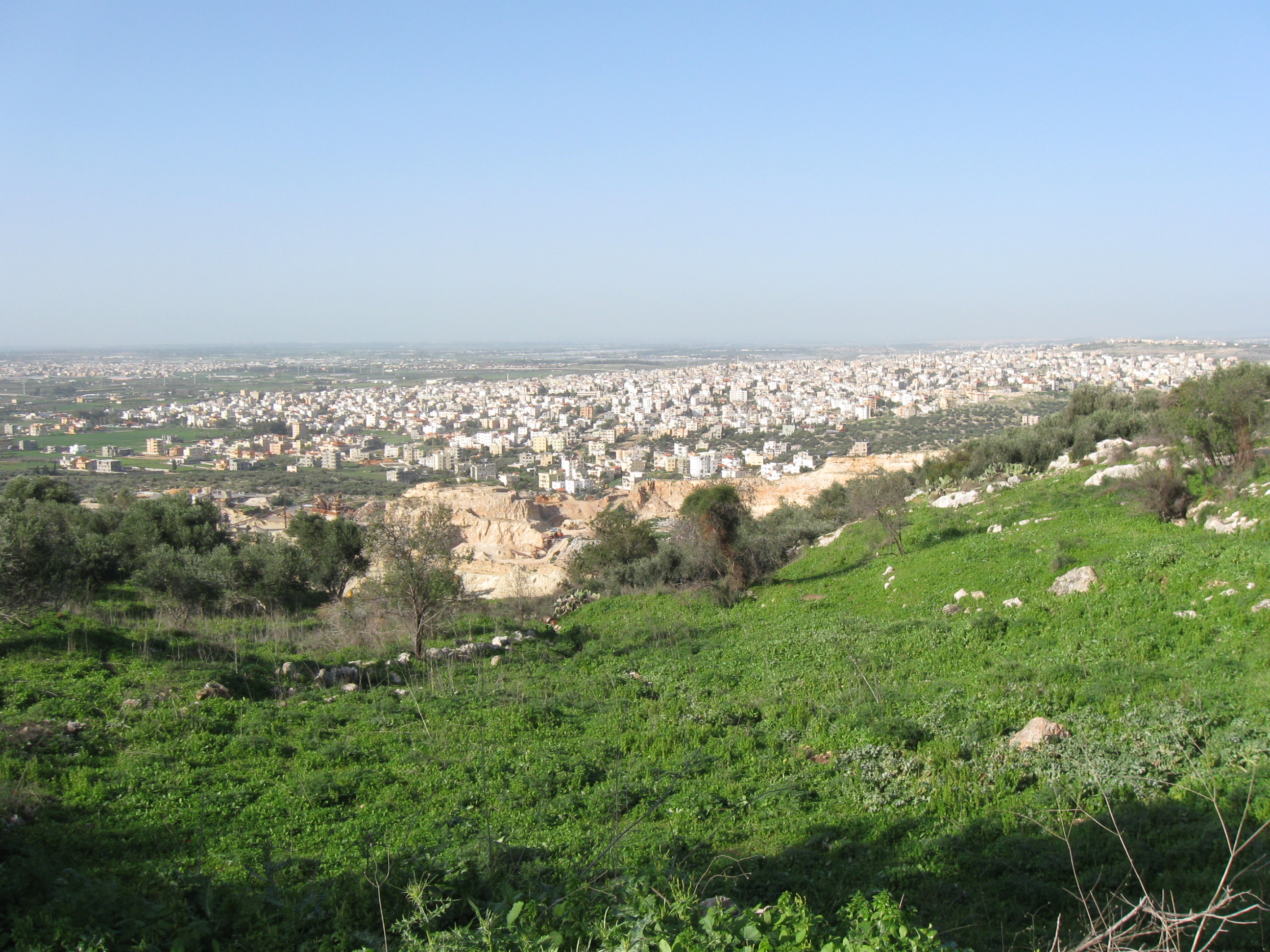
Vedere a orașului Tayibe, cel mai mare din Triunghiul Sudic.

Triunghiul (în ebraică: המשולש, HaMeshulash; în arabă المثلث, al-Muthallath), denumit anterior Micul Triunghi, este o concentrație de orașe și sate arabe israeliene adiacente Liniei Verzi, situată în estul Câmpiei Șaron, de-a lungul dealurilor Samariei. Această zonă este amplasată la granița administrativă de est a districtelor Central și Haifa.
Triunghiul este la rândul lui împărțit în „Triunghiul de Nord” sau Wadi Ara (în jurul localităților Kafr Qara, Ar'ara, Baqa al-Gharbiyye, Zemer și Umm al-Fahm) și „Triunghiul de Sud” (în jurul localităților Qalansawe, Tayibe, Kafr Qasim, Tira, Kafr Bara și Jaljulia). Umm al-Fahm și Tayibe reprezintă centrele sociale, culturale și economice ale locuitorilor arabi din regiune. Triunghiul este bastionul Mișcării Islamice în Israel, iar Raed Salah, actualul lider al facțiunii de nord a mișcării, este un fost primar al Umm al-Fahm.

## Istoric și situație
Anterior războiului arabo-israelian din 1948, înființării statului Israel și suveranității acestuia asupra regiunii Kafr Qasim, Jaljulia și Kafr Bara, aceasta era cunoscută ca „Micul Triunghi”, pentru a o diferenția de mai întinsa regiune a „Triunghiului” dintre Jenin, Tulkarem și Nablus.
Regiunea ar fi trebuit inițial să intre sub jurisdicție iordaniană, dar în timpul negocierii acordurilor de armistițiu din 1949 Israelul a insistat ca ea să fie transferată de partea sa a Liniei Verzi, din considerente militare și strategice. În acest scop a fost negociat un schimb de teritorii, Israelul cedând o zonă pe care o ocupase în sudul culmilor Hebronului în schimbul satelor Triunghiului din Wadi Ara. Termenul a fost ulterior extins pentru a face referire la întreaga zonă adiacentă Wadi Ara (Triunghiul de Nord actual), iar adjectivul „Micul” a dispărut destul de repede din vorbirea curentă.

## Retragerea cetățeniei
În politica israeliană a fost adusă în discuție ideea de retragere a cetățeniei israeliene locuitorilor din Triunghi. Mai mulți politicieni israelieni au sugerat că Triunghiul ar trebui transferat unui viitor stat palestinian în schimbul recunoașterii controlului israelian asupra coloniilor din Cisiordania. Ideea reprezintă un capitol major din Planul Lieberman, avansat de liderul partidului Yisrael Beiteinu, Avigdor Lieberman, dar este respinsă de o mare proporție a arabilor israelieni. Conceptul este de asemenea și o caracteristică cheie a Planului de pace Trump.
Într-un sondaj de opinie efectuat de Kul al-Arab în iulie 2000, pe 1.000 de locuitori din Umm al-Fahm, 83% dintre respondenți s-au opus ideii de transferare a localității lor sub jurisdicție palestiniană.